# Ґао Юйлань
Ґао Юйлань (кит.: 高玉兰 Gāo Yù-lán, 7 березня 1984) — китайська веслувальниця, олімпійська медалістка.

## Виступи на Олімпіадах
| Олімпіада  | Дисципліна                      | Місце |
| ---------- | ------------------------------- | ----- |
| Пекін 2008 | двійка розстібна без стернового | 2     |